# Tocopilla
Koordinaten: 22° 6′ S, 70° 12′ W

Wappen von Tocopilla

Tocopilla ist ein Nitrathafen in Nordchile und liegt in der Región de Antofagasta.
Die Stadt in der Provinz Tocopilla hat rund 34.000 Einwohner (Stand 2023). Der Name der Stadt stammt aus der Aymara-Sprache und heißt etwa so viel wie Große Schlucht.

## Geographie
Die Hafenstadt liegt direkt am Pazifischen Ozean und etwa 190 km nördlich von Antofagasta. 
Östlich der Stadt liegen die bis zu 2300 m hohen Berge der Küstenkordillere. Am 14. November 2007 ereignete sich in der Nähe der Kleinstadt ein verheerendes Erdbeben mit einer Stärke von 7,7 auf der Richter-Skala.

## Geschichte

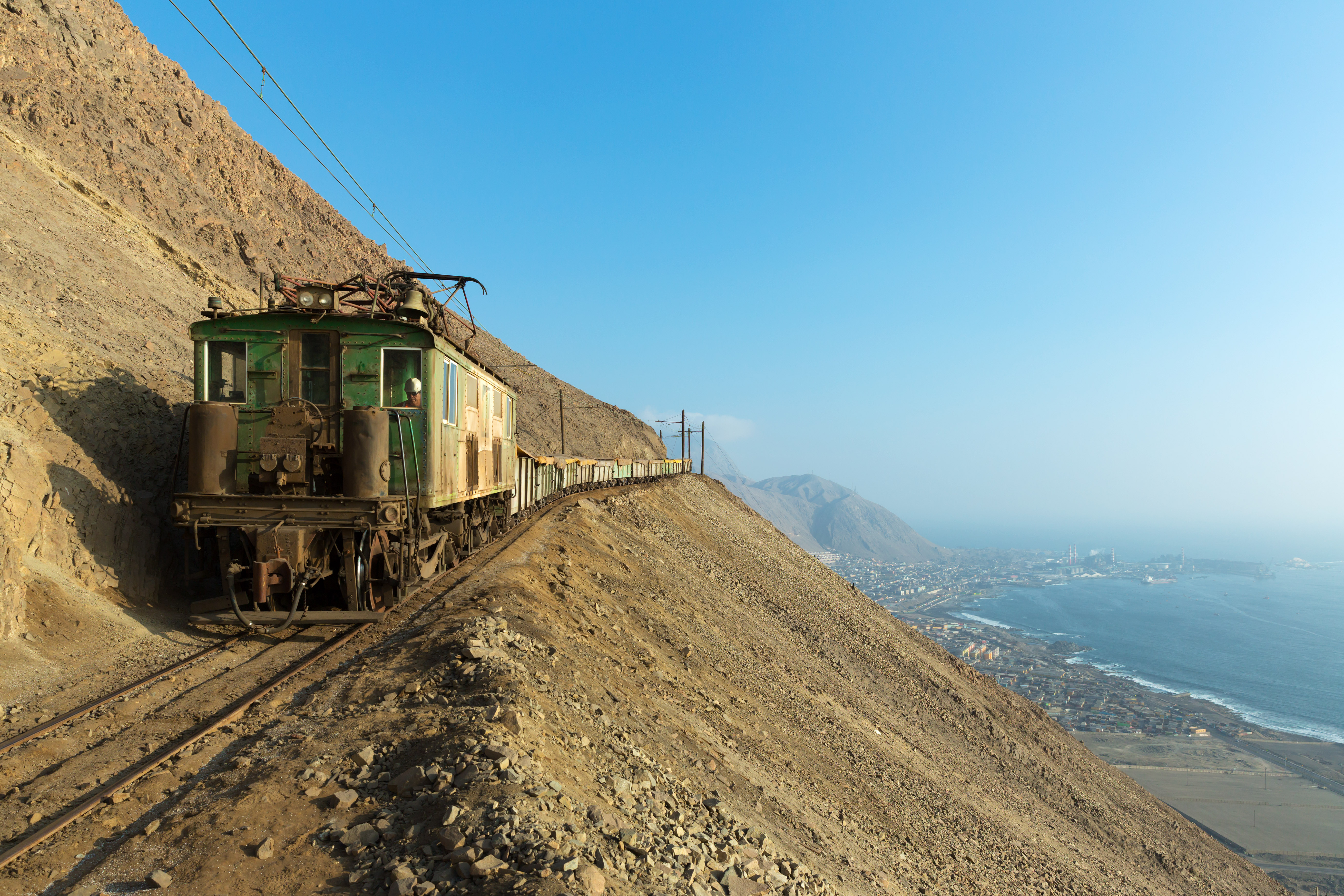
Nitratbahn SQM

Die Stadt wurde am 29. September 1843 von Domingo Latrille gegründet. Die Sociedad Mineralógica de Tocopilla erforschte damals kleinere Kupfervorkommen. 1871 begann man mit der Verschiffung von Salpeter.
Die Stadt gehörte bis 1879 zu Bolivien. Im Salpeterkrieg (1879–1883) wurde die Stadt am 22. März 1879 von chilenischen Truppen erobert. Danach suchte das peruanische Panzerschiff Huáscar vor der Küste Tocopillas nach chilenischen Handelsschiffen und brachte mehrere auf. Tocopilla war bis zur Schlacht von Tarapacá ein sehr wichtiger Hafen zur Anlandung chilenischer Truppen. Danach sank die Wichtigkeit der Stadt für den Kriegsverlauf.
Seit 1890 verbindet die Bahnstrecke Maria Elena–Tocopilla die Stadt mit dem Hinterland. Die Ferrocarril de Tocopilla al Toco wurde später teilweise elektrifiziert – und es wurde hier erstmals in Südamerika die Technik der Stromrückspeisung (Rekuperation) beim Bremsen der talwärtsfahrenden Züge eingesetzt. Die Bahn war bis August 2015 in Betrieb und war damit die letzte Nitratbahn Chiles.
2007 starben durch ein Erdbeben zwei Frauen. Es entstanden hohe Schäden.
Im August 2015 wurde durch Unwetter die Nitratbahn so stark beschädigt, dass ein mittelfristiger Wiederaufbau nicht möglich erschien. Sociedad Química y Minera hat daher in ihrem Geschäftsbericht September 2016 die Bahn im Wert von 33 Mio. USD abgeschrieben.

## Wirtschaft
Die thermischen Kraftwerke von Tocopilla sind bis heute wichtige Energielieferanten für ganz Nordchile. Daneben spielt die Fischindustrie eine große Rolle. Der Hafen dient zum Kupferexport aus der Mine Chuquicamata und dem Salpeterexport aus El Toco.
Die hohe Arbeitslosigkeit in der Stadt führt zu starker Abwanderung der Bevölkerung, insbesondere nach Antofagasta.

## Tourismus
Für Touristen interessant sind die langen Strände sowie die Meeresfischerei.

## Söhne und Töchter der Stadt
- Horacio Muñoz (1896–1934), Fußballspieler
- Segundo Flores (1906–1971), Fußballspieler
- Ascanio Cortés (1914–1998), Fußballspieler
- Ulises Ramos (1919–2002), Fußballspieler und -trainer
- Daniel Chirinos (1922–1991), Fußballspieler und -trainer
- Manuel Muñoz (1928–2022), Fußballspieler
- Alejandro Jodorowsky (* 1929), Filmregisseur und Schauspieler
- Gustavo Moscoso (* 1955), Fußballspieler und -trainer
- Carlos Gajardo (* 1976), Fußballspieler
- Junior Fernándes (* 1988), Fußballspieler
- Alexis Sánchez (* 1988), Fußballspieler
- Johanns Dulcien (* 1991), Fußballspieler